# فيرزينده
حاسنانلي فيرزينده بيك (بالتركية: Ferzende Bey)‏ أو فيرزينده بيج ( وفي اللغه الكورديه: فيرزينده بيج حَسني ;؟ - 1939 ;زنزانة قصر قاجار، طهران، إيران ).
هو السياسي الثورجي والعثماني ذو الأصل الكردي والذي ينتسب إلى قبيلة حاسنانلي.

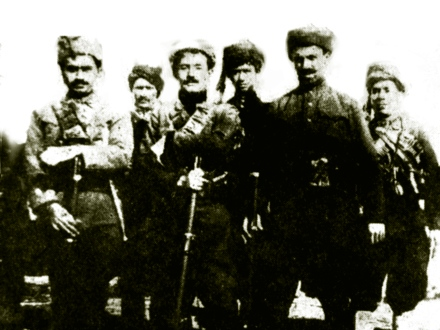
من اليسار إلى اليمين: خالص اوزتورك، إحسان نوري، حسانانلى فيرزينده بك.

## حياته

### ثورة الشيخ سعيد
لقد أتى فيرزينده إلى الدنيا وأصبح ابنا لوالدته وهي آسيا ووالده وهو سليمانه أحمد. شارك في ثورة الشيخ سعيد وحارب في منطقة ملاذجيرت. وبعد فشل الثورة لجأ إلى إيران بصحبة 150 رجلاً. وأرادت الحكومة الإيرانيه نزع سلاحه. ولكن أثناء رفض فيرزينده لهذا أندلعت المشاحنات بين الطرفين. وفي هذه المشاحنات قتل محاربين مثل شمس الدين الذي هو من أبناء خالد الحاسنانلي، أحمد سليمانه والد فيرزينده، كول أغاسي كرم بك، عبد الباقي. كما أنه قد جُرح فيرزينده أيضاً في هذه المشاحنات. أما من بقى على قيدِ الحياة فهو سيمكو والذي إلتجأو إلى جانبه.

### أعمال الشغب في أغري
عاد إلى تركيا عام 1927 وشارك في أعمال الشغب في أغري. وفوراً شارك في جميع المعارك والأعمال التخريبيه. وجُرح أثناء هجوم مدينة طاشبور الكورديه عام 1930 وبعد قمع التمرة اضطر إلى اللجود إلى إيران ماراً بحدودها.

### أعمال الشغب في ماكو
بينما كانت توجد حالة حصار شديد بين الأكراد والجيش الإيران ( جيش الفرس ) حول منطقة ماكو عام 1931 ،أُرسلت القوات التي كانت تحت قيادة الكولونيل قلب علي خان من أردبيل وتبريز باعتبارها قوات تقويه وللتعامل مع جيش اللواء الأذربيجاني الثاني والذي كان تحت قيادة الكولونيل محمد علي خان. وفي أثناء الحصار الذي ضُرب حول منطقة العين السوداء في مدينة تشالديران، قُتل الكولونيل قلب علي خان وفقد الأكراد ثلاث أو أربع من قاداتهم وعلى رأسهم إبراهيم حسكي وإخوته. وجُرح فيرزينده أيضاً في هذا الحصار وتم اعتقاله من قبل قوات الأمن الإيرانيه ( الفارسيه).

## وفاته
من جانب كتب عثمان صبري عام 1941 عن مقتل فيرزينده قبل عامين في السجن الذي في مدينة خوي. ومن جانبٍ آخر وطبقاً لظريفه هانم التي عاشت مع بسراء هانم زوجة فيرزينده لمدة أربع سنوات في طهران والزوجة الثانية لنادر سبحان داغ بن كور حسين باشا فإن فيرزينده قد مات في سجن قصر قاجار قبل أربع سنوات من عودته إلى تركيا عام 1939.